# Свети Никола (Единаковци)
Вижте пояснителната страница за други значения на Свети Никола.
„Свети Никола“ или „Свети Николай“ (на македонска литературна норма: „Свети Никола“, „Свети Николај“) е възрожденска православна манастирска църква в демирхисарското село Единаковци, Северна Македония. Църквата е под управлението на Крушевско-Демирхисарската епархия на Македонската православна църква.
Църквата е гробищен храм, разположен в североизточния край на селото. В архитектурно отношение е еднокорабна сграда с полукръгъл свод. На северната и южната страна отвътре има по два пиластъра, които продължават свода и служат за укрепване. На изток има полукръгла апсида с четири плитки ниши от външната страна. Входът е от дялан камък, а покривът е на две води с каменни плочи. На запад има трем и камбанария.
Във вътрешността има запазени стенописи от 1884 година, дело на Коста Анастасов от Крушево.